# Этрусская ваза
«Этру́сская ва́за» (фр. Le Vase Etrusque) — новелла французского писателя Проспера Мериме, впервые напечатанная в 1830 году в январской книжке «Ревю де Пари». На русском языке появилась в 1832 году в журнале «Сын отечества» в переводе Д. В. Григоровича.

## Персонажи
- Огюст Сен-Клер (главный герой)
- Альфонс де Темин
- Жюль Ламбер
- Матильда де Курси (возлюбленная главного героя)
- Масиньи (влюбленный в графиню, на страницах появляется только в разговоре главных героев)

## Сюжет
Огюста Сен-Клера в «большом свете» никто не любил, так как он всегда старался угодить лишь тем, кто был мил его сердцу. Как пример, описывается небольшой конфликт с Госпожой Б, которую Огюст назвал скучноватой. За что последовал стереотип, что Огюст Сен-Клер «человек рассеянный и совершенно невоспитанный».
Огюст был влюблен в молодую вдовствующую графиню Матильду де Курси. Он посещал её «с завидным постоянством». На протяжении всей новеллы Огюста посещают муки ревности, любит ли его Матильда. Всему виной были разговоры, что Матильда была любовницей Масиньи, скучного, но наружно красивого мужчины, притворявшегося художником. Когда-то Масиньи подарил графине вазу, которой она дорожила, и из-за которой ревновал Огюст. Как-то он имел неосторожность во время конной прогулки оскорбить своего приятеля Альфонса де Темина, за что был вызван на дуэль. В тот же вечер, Матильда рассказывает Огюсту, что никогда не была любовницей Масиньи, что все письма художника она воспринимала как шутку. Матильда согласилась выйти за Огюста замуж и в доказательство разбила эту этрусскую вазу. Следующим утром Огюста убивают на дуэли. В течение трех следующих лет графиня не выходила из своего дома, не ела и не пила, даже её кузине Жюли стоило больших усилий увезти Матильду на Гиерские острова, где она через три — четыре месяца умерла от «грудной болезни, вызванной семейными огорчениями».